# Акуметр
Аку́метр (от греч. ἀκούειν — слышать) — название, данное французским врачом Итаром (1775—1838) изобретённому им устройству для определения тонкости слуха.
Устройство состояло из медного кольца, у одного конца которого висел металлический шарик. Шарик мог удаляться от кольца на какой-либо угол, измеряемый по секстанту. Чем значительнее был этот угол, тем сильнее происходил звук от удара шарика о кольцо при обратном падении.
Устройство помещали на определённом расстоянии от уха и, начиная с довольно сильных, хорошо слышимых звуков, постепенно ослабевали их до тех пор, пока ухо больше не слышало. Величиной угла и расстоянием устройства от уха на тот момент и измеряли тонкость слуха.
Французский мореплаватель Фрейсине с помощью такого устройства производил опыты над тонкостью слуха различных диких племён.
Акуметр Итара долгое время и почти исключительно применялся для исследования степеней глухоты. Позже был заменён устройствами, представлявшими видоизменения часового механизма или же просто часами с более или менее сильным боем.